# Còmic periodístic
El còmic periodístic és un gènere del còmic de no-ficció i una forma de periodisme mitjançant les formes del còmic.
El periodisme en còmic combina el periodisme interpretatiu (que mescla informació i opinió) i el discurs del còmic (que combina el llenguatge lingüístic i el llenguatge pictòric).
Rocco Versaci explica que el còmic periodístic és menys probable de manipular la veracitat del missatge per la marginalitat del mitjà.

## Història
Thomas Nast (1840-1902) va ser un dels primers en incorporar el còmic a la pràctica periodística amb els seus reportatges gràfics sobre esdeveniments per a Harpers' Weekly. Durant el segle xix, hi havia autors que mitjançant el còmic comentaven i analitzaven l'actualitat (sent censurats), cosa que cap dins la deifnició de periodisme: Gustavo Doré va escriure una crònica en forma de còmic del regnat de Nicolàs I (Els russos (1854)) i en la revsita La revue comique (1848-1849) es presenta l'actualitat política amb un personatge reaccionari que feia rissa. Els il·lustradors enviats a les guerres per deixar el testimoni en forma d'il·lustracions gràfiques són considerats antecedents del còmic periodístic.
Al principi dels noranta, el còmic independent i el còmic autobiogràfic influïren sobre Joe Sacco, el pioner del gènere. Amb el temps aquest gènere es va estendre, fins a arribar a altres països. Es considera que el còmic periodístic s'emmarca dins del Nou Periodisme. El 1998, Joe Sacco va fer un reportatge en còmic sobre les primeres sessions del Tribunal de Crims de Guerra de l'antiga Iugoslàvia.
Amb el temps, el còmic periodística es va fer més popular al món.
A Espanya, Paco Roca publicà una obra menor de periodisme en còmic, Crónica de una crisis anunciada (en El País Semanal, abril de 2012). Un còmic periodístic fou publicat a La Vanguardia abans de 2015. Aquesta obra va ser recopilada més tard en l'obra Barcelona. Los Vagabundos de la Chatarra (2015). El Saló del Còmic de Barcelona de 2010 va mostrar cròniques dibuixades sobre esdeveniments com el 15-M.

## Mètode
A més del mètode periodístic estàndard, per a l'elaboració de còmics periodísticas cal tindre en compte les qüestions següents:
- No hi ha necessitat de fer representacions estèticament realistes.
- Els detalls visuals que li falten a l'autor han de ser suplits amb representacions abstractament ambigües o elements típics del lloc i moment inferits.
- Expressions facials de les persones citades amb cares no expressives per a no influir en la percepció del lector.
- Notes introductòries explicant el mitjà.

## Classificació
L'Institut Poynter classificà el periodisme en còmic en tres categories:
- Còmic periodístic fet per periodistes de còmic que investiguen, escriuen i dibuixen.
- Col·laboracions entre periodistes i dibuixants de còmic.
- Còmics de no ficció que tracten un esdeveniment històric, literari o científic.